# Жълтобял групер
Жълтобелият групер (Epinephelus areolatus) е вид бодлоперка от семейство Serranidae. Видът не е застрашен от изчезване.

## Разпространение и местообитание
Разпространен е в Австралия, Бахрейн, Вануату, Виетнам, Джибути, Египет, Еритрея, Йемен, Израел, Индия, Индонезия, Йордания, Ирак, Иран, Камбоджа, Катар, Кения, Китай, Коморски острови, Кувейт, Мавриций, Мадагаскар, Майот, Малайзия, Малдиви, Мианмар, Микронезия, Мозамбик, Нова Каледония, Обединени арабски емирства, Оман, Папуа Нова Гвинея, Провинции в КНР, Саудитска Арабия, Сейшели, Сингапур, Соломонови острови, Сомалия, Судан, Тайван, Тайланд, Танзания, Фиджи, Филипини, Хонконг, Шри Ланка, Южна Корея и Япония.
Обитава крайбрежията и пясъчните и скалисти дъна на океани, морета, заливи и рифове в райони с тропически климат. Среща се на дълбочина от 0,3 до 141 m, при температура на водата от 18,5 до 28,6 °C и соленост 32,9 – 38,6 ‰.

## Описание
На дължина достигат до 47 cm, а теглото им е максимум 1400 g.
Продължителността им на живот е около 15 години.